# 伊丽莎白·居莱·弗林
伊丽莎白·居莱·弗林（英語：Elizabeth Gurley Flynn；1890年8月7日—1964年9月5日），美国工会领袖、活动家和女性主义者，曾在世界产业工人联盟中发挥重要作用。弗林是美国公民自由联盟的创始成员，是妇女权利、生育控制和妇女选举的积极倡导者。她于1936年加入美国共产党，1960年参加共产党和工人党代表布加勒斯特会议，晚年于1961年成为该党主席。她在访问苏联时去世，苏联为她举行了国葬仪式，红场上举行了超过25000人参加的游行。